# Eupogonius hagmanni
Eupogonius hagmanni là một loài bọ cánh cứng trong họ Cerambycidae.